# Link Trainer

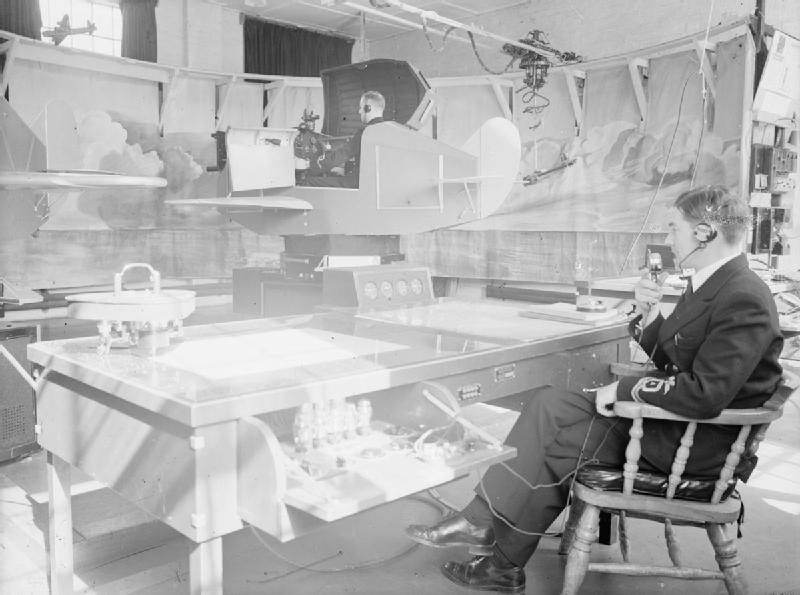
Link trainer a ser usado por uma unidade da British Fleet Air Arm, em 1943

O Link Trainer, também conhecido por "Blue box" e "Pilot Trainer" é um termo comum usado para descrever uma família de simuladores de voo produzidos durante os anos 30 até aos anos 50 pela Link Aviation Devices, Inc, fundada e dirigida por Ed Link. Durante a Segunda Guerra Mundial foram usados um pouco por todo o mundo como simuladores de voo para jovens que aspiravam ser pilotos.  
Só nos Estados Unidos, mais de 500 mil pilotos foram treinados usado este simulador, e muitos outros também na Austrália, Canadá, Alemanha Nazi, Reino Unido, Israel, Japão, Paquistão e União Soviética.